# Соціократія
Соціокра́тія (англ. Sociocracy) — це спосіб управління, заснований на простих методах, який дозволяє організації ефективно працювати без централізованої структури влади, відповідно до самоорганізовного режиму, який сприяє розширенню процесу прийняття рішень.
Соціократія отримала велику увагу в Нідерландах. Але справжнього прориву так і не відбулося. Особливо нашкодив руху експеримент в Shell зі застосуванням соціократії, який був припинений в 1990-х роках новою командою менеджерів. З точки зору організаційного розвитку у XXI столітті, процес соціократичних виборів здається трудомістким. Також не схоже, що теоретична модель привела до того, що середні й великі компанії прийняли модель соціократії.
Через безліч регламентів соціократія чимось нагадує бюрократію з безліччю процесів координації. Соціократія працює вже понад 50 років. Проте, організаційна модель соціократії успішно вижила. У Німеччині консалтингова фірма «Next U» успішно працює з моделлю соціократії.

## Основні принципи соціократії
Модель соціократії є всеосяжною, адже дає кожному право голосу і дозволяє досягти єдиного рішення легше і швидше, ніж традиційні моделі управління, прийняття рішень або організаційної структури. Соціократія керується наступними чотирма принципами: управлінням за згодою, коловою організацією, подвійним зв'язком і виборами за згодою. 

### Управління за згодою
Рішення ухвалюються не нав'язуванням, не більшістю голосів, не консенсусом, а після того, як всі "сформульовані й аргументовані заперечення" були розглянуті. Коли всі в групі здатні погодитися з тим, що рішення "досить добре на цей час і досить безпечне, щоб спробувати" після обговорення заперечень і можливого коректування пропозиції, рішення групи приймається. Цей підхід дозволяє емоційним і підсвідомим аспектам мати право голосу в прийнятті рішення поряд з раціональними міркуваннями.

### Колова організація
Рішення приймаються в колах. Коло - це окрема група людей із загальною місією і відповідальністю за область або сферу інтересів. Кола можуть породжувати нові кола, кола нижчого рівня для управління вужче певними доменами або кола вищого рівня, що відповідають за політику. Важливо відзначити, що люди можуть належати більш ніж до одного кола.

### Подвійний зв'язок
Зв'язок кола з наступним вищим колом здійснюється через подвійний зв'язок. Тобто, як мінімум дві людини, керівник кола і як мінімум один представник кола, належать до наступного більш високому колі.

### Вибори за згодою
Вибір людей для виконання функцій і/або обов'язків здійснюється за згодою після відкритого обговорення. Обговорення дуже важливо, тому що воно дозволяє з'ясувати важливу інформацію про членів кола.

## Історія розробки
Французький філософ і засновник соціології Оґюст Конт в 1851 році придумав термін «соціократія» від лат. socius — товариш і kratein — від грецького «управляти». Соціократія, на думку Конта, є утопічним кінцевим станом, досяжним лише після того, як всі форми теократії будуть витіснені, а позитивізм стане новою релігією. Він також вважав, що уряд, очолюваний соціологом, буде використовувати наукові методи для задоволення потреб усього народу, а не тільки панівного класу.
Ідея соціократії була пізніше прийнята американським соціологом Лестером Уордом (1892). Уорд вважав, що високоосвічена громадськість необхідна для ефективного управління країною, і стверджував, що демократія в кінцевому підсумку повинна еволюціонувати в більш досконалі форми обговорення й управління, такі як соціократія.

## Соціократія у XX столітті
У XX столітті соціократія набула поширення завдяки голландському професору і квакеру Корнелісу Боке (1920-ті роки). Основні ідеї квакерів були пов'язані зі світом і справедливістю для всіх. У 1926 році Боке заснував в Білтовені школу під назвою «Робоче місце», засновану на розроблених ним принципах, в якій центральне місце займала доброзичливість в прийнятті рішень. У 1945 році він опублікував роботу «соціократія», засновану на його роботі по використанню моделі уряду для застосування квакерських, егалітарних принципів в системі освіти з великим успіхом.
Соціократія як рух і практика зародилася в Роттердамі в 1970 році.

## Практика соціократії
У 1968 році Жерар Енденбург, бувши учнем Корнеліса Боке, прийняв від свого батька посаду генерального директора компанії Endenburg Elektrotechniek. Як умова прийняття цієї посади в той час Жерар зажадав, щоб йому дозволили експериментувати як в технічному, так і в організаційному плані. Тому на початку 1970-х років він вирішив призупинити зростання компанії, щоб приділити більше уваги організаційному оновленню.
Спочатку Енденбург розробив поняття соціократії для підвищення рівня участі співробітників в роботі компанії Endenburg Elektrotechniek. На початку 1970-х років компанія намагалася впровадити виробничу раду — консультативний орган, передбачений голландським законом про організаційну демократію. У перші роки роботи цієї ради в поєднанні зі звичайною адміністративною ієрархією, його учасники ставали все більш незадоволеними. Замість того щоб забезпечити справжні консультації між керівництвом і представниками працівників, рада часто приводила до конфліктів. Тому Енденбург вирішив повністю переробити цю консультативну систему.
Енденбург спочатку вивів кілька ключових конструкцій з кібернетики, які потім послужили для розробки попередніх принципів прийняття політичних рішень в підрозділах шляхом інформованої згоди, подвійному зв'язку між підрозділами і виборами керівників і представників. Ці початкові принципи були випробувані, адаптовані і розвинені в компанії Endenburg Elektrotechniek, а потім стали застосовуватися і в багатьох інших організаціях.